# Przejażdżka z diabłem
Przejażdżka z diabłem – amerykański film fabularny z 1999 roku w reżyserii Anga Lee. Zdjęcia do filmu zrealizowano w Doniphan, Leavenworth i Miami, Kansas City i Lexington (Missouri).

## Fabuła
W 1861 roku rozpoczyna się w Ameryce wojna secesyjna. Dwaj przyjaciele, Jake i Jack, dołączają się do zwolenników Konfederacji. Podczas zimy, ukrywają się w ziemiance, a żywność dostarcza im tajemnicza wdowa, Sue. Z czasem, pomiędzy kobietą a Jackiem tworzy się dziwne uczucie. Wkrótce mężczyzna ginie, a Jake zaczyna powątpiewać w sens dalszej walki.

## Obsada
- Tobey Maguire – Jake Roedel
- Skeet Ulrich – Jack Chiles
- Jim Caviezel – Black John
- Jewel Kilcher – Sue Shelley
- Jeffrey Wright – Daniel Holt
- Simon Baker – George Clyde
- Tom Guiry – Riley Crawford
- Tom Wilkinson – Orton Brown
- Jonathan Brandis – Cave Wyatt

i inni